# Copa del Generalíssim de futbol 1962-63
La Copa del Generalíssim de futbol 1962-63 va ser la 59ena edició de la Copa d'Espanya.

## Primera Ronda
25 de novembre i 2 de desembre.
| Equip 1              | Global | Equip 2          | Anada | Tornada |
| -------------------- | ------ | ---------------- | ----- | ------- |
| Cadis CF             | 3h3    | RCD Espanyol     | 3-1   | 0-2     |
| CE Constància        | 3-3    | Sevilla Atlético | 2-1   | 1-2     |
| Hèrcules CF          | 2-0    | Celta de Vigo    | 1-0   | 1-0     |
| Recreativo de Huelva | 1-1    | Real Gijón       | 1-0   | 0-1     |
| SD Indauchu          | 1-1    | CE Eldenc        | 1-0   | 0-5     |
| Real Jaén            | 4-3    | CD Basconia      | 2-0   | 2-3     |
| UP Langreo           | 1-4    | UD Las Palmas    | 1-1   | 0-3     |
| Llevant UE           | 4-4    | Burgos CF        | 3-1   | 1-3     |
| Melilla CF           | 3-4    | CD Alavés        | 2-0   | 1-4     |
| Reial Múrcia CF      | 3-1    | CD Orense        | 1-0   | 2-1     |
| AD Plus Ultra        | 2-3    | Reial Societat   | 1-0   | 1-3     |
| Pontevedra CF        | 2-3    | CD Mestalla      | 1-1   | 1-2     |
| CE Sabadell          | 0-6    | Granada CF       | 0-3   | 0-3     |
| UD Salamanca         | 4-4    | CD San Fernando  | 4-0   | 0-4     |
| Real Santander       | 1-3    | Cartagena CF     | 0-2   | 1-1     |
| CD Tenerife          | 3-1    | Atlètic Balears  | 3-0   | 0-1     |

- Desempat

| Equip 1              | Marcador | Equip 2          |
| -------------------- | -------- | ---------------- |
| Cadis CF             | 2-1      | RCD Espanyol     |
| CE Constància        | 0-0      | Sevilla Atlético |
| Recreativo de Huelva | 0-2      | Real Gijón       |
| Llevant UE           | 1-0      | Burgos CF        |
| UD Salamanca         | 1-1      | CD San Fernando  |
| CE Constància        | 1-2      | Sevilla Atlético |
| UD Salamanca         | 1-2      | CD San Fernando  |

## Setzens de final
28 d'abril i 5 de maig.
| Equip 1                | Global | Equip 2                 | Anada | Tornada |
| ---------------------- | ------ | ----------------------- | ----- | ------- |
| Deportivo Alavés       | 1-2    | CD Málaga               | 1-0   | 0-2     |
| FC Barcelona           | 3-2    | Real Murcia CF          | 3-1   | 0-1     |
| Cadis CF               | 2-5    | Córdoba CF              | 1-2   | 1-3     |
| Cartagena CF           | 4-4    | Elx CF                  | 2-2   | 2-2     |
| Deportivo de La Coruña | 1-1    | Llevant UE              | 0-0   | 1-1     |
| Real Gijón             | 3-3    | Reial Valladolid        | 2-1   | 1-2     |
| Granada CF             | 0-6    | Reial Madrid CF         | 0-3   | 0-3     |
| Hèrcules CF            | 2-7    | Club Atlético de Madrid | 2-3   | 0-4     |
| UD Las Palmas          | 1-5    | Real Betis Balompié     | 0-1   | 1-4     |
| CD Mestalla            | 8-2    | RCD Mallorca            | 3-2   | 5-0     |
| Reial Societat         | 1-4    | Reial Oviedo            | 0-3   | 1-1     |
| Sevilla CF             | 3-0    | Real Jaén CF            | 2-0   | 1-0     |
| Sevilla Atlético Club  | 1-3    | Athletic Club           | 0-3   | 2-4     |
| CD Tenerife            | 5-4    | CA Osasuna              | 4-2   | 1-2     |
| València CF            | 8-2    | CE Eldenc               | 8-1   | 0-1     |
| Reial Saragossa        | 8-2    | CD San Fernando         | 4-1   | 4-1     |

- Desempat

| Equip 1             | Marcador | Equip 2          |
| ------------------- | -------- | ---------------- |
| Cartagena CF        | 0-1      | Elx CF           |
| Deportivo La Coruña | 1-3      | Llevant UE       |
| Real Gijón          | 1-2      | Reial Valladolid |

## Vuitens de final
12 i 19 de maig.
| Equip 1                 | Global | Equip 2         | Anada | Tornada |
| ----------------------- | ------ | --------------- | ----- | ------- |
| Athletic Club           | 1-1    | Reial Saragossa | 1-0   | 0-1     |
| Club Atlético de Madrid | 3-0    | Córdoba CF      | 2-0   | 1-0     |
| Real Betis Balompié     | 3-2    | Sevilla CF      | 2-1   | 1-1     |
| Elx CF                  | 5-5    | FC Barcelona    | 4-1   | 1-4     |
| Llevant UE              | 2-7    | Reial Madrid CF | 1-4   | 1-3     |
| Reial Oviedo            | 2-4    | CD Málaga       | 1-1   | 1-3     |
| CD Tenerife             | 2-3    | València CF     | 1-0   | 1-3     |
| Reial Valladolid        | 4-2    | CD Mestalla     | 4-1   | 0-1     |

- Desempat

| Equip 1       | Marcador | Equip 2         |
| ------------- | -------- | --------------- |
| Athletic Club | 2-3      | Reial Saragossa |
| Elx CF        | 1-2      | FC Barcelona    |

## Quarts de final
26 de maig i 2 de juny.
| Equip 1                 | Global | Equip 2         | Anada | Tornada |
| ----------------------- | ------ | --------------- | ----- | ------- |
| Club Atlético de Madrid | 1-2    | Reial Saragossa | 1-0   | 0-2     |
| Real Betis Balompié     | 3-3    | Reial Madrid CF | 1-0   | 2-3     |
| València CF             | 5-1    | CD Málaga       | 5-1   | 0-0     |
| Reial Valladolid        | 3-5    | FC Barcelona    | 2-1   | 1-4     |

- Desempat

| Equip 1     | Marcador | Equip 2         |
| ----------- | -------- | --------------- |
| Reial Betis | 0-2      | Reial Madrid CF |

## Semifinals
9 i el 16 de juny.
| Equip 1         | Global | Equip 2         | Anada | Tornada |
| --------------- | ------ | --------------- | ----- | ------- |
| València CF     | 3-3    | FC Barcelona    | 2-2   | 1-1     |
| Reial Saragossa | 4-3    | Reial Madrid CF | 4-0   | 0-3     |

- Desempat

| Equip 1     | Marcador | Equip 2      |
| ----------- | -------- | ------------ |
| València CF | 0-1      | FC Barcelona |

## Final
| FC Barcelona                        | 3 - 1 | Reial Saragossa |
| ----------------------------------- | ----- | --------------- |
| Pereda 9' · Kocsis 18' · Zaldúa 59' |       | Villa 61'       |

## Campió
| Campions de la Copa d'Espanya 1963 |
| ---------------------------------- |
| Futbol Club Barcelona 15è títol    |